# Mine Line Creek
 (mars 2025).
La mine Line Creek est une mine à ciel ouvert de charbon située en Colombie-Britannique au Canada. Elle est détenue par Teck Resources. La mine a une superficie de 8 183 hectares dont 2 267 sont effectivement minés ou le seront.